# Сборная Тонги по футболу
Сборная Тонги по футболу (тонг. timi soka fakafonua ʻa Tonga) — национальная футбольная сборная Тонги, представляющая страну на международных футбольных соревнованиях. Член ОФК и ФИФА, управляется Футбольной ассоциации Тонги. Одна из слабейших сборных по футболу в мире. В рейтинге ФИФА по состоянию на 23 декабря 2021 года Тонга находится на 199-м месте.
Проводит домашние матчи на полях «Лото-Тонга Сока Центр» в Нукуалофе.

## Чемпионат мира
- С 1930 по 1994 — не участвовала
- С 1998 по 2018 — не прошла квалификацию
- 2022 — снялась с соревнования
- 2026 — не квалифицировалась

## Кубок наций ОФК
- 1973 — не участвовала
- 1980 — не участвовала
- С 1996 до 2016 — не прошла финальную часть турнира Кубка наций ОФК